# Supercopa de Chile 2025
La Supercopa de Chile 2025, también conocido como «Supercopa Itaú 2025» será la 13.º edición de la Supercopa de Chile, competición que será disputada entre los campeones de la Primera División del año 2024 y de la Copa Chile 2024, correspondiente a la temporada 2024. 
Inicialmente, el torneo se iba a disputar en formato de ida y vuelta, según un acuerdo entre las autoridades y los clubes participantes. Por motivos de seguridad, los encuentros contarían únicamente con público local. Sin embargo, se decidió retornar al formato original de partido único.
Por su parte, la sede de la final se estuvo definiendo entre los estadios Germán Becker de la ciudad de Temuco y el estadio Ester Roa Rebolledo de la ciudad de Concepción. A pesar de llevar ventaja en cuanto a su elección, se decidió escoger el Ester Roa Rebolledo como sede de la final. En julio de 2025, desde Concepción decidieron no albergar la Supercopa y se escogió el estadio Bicentenario de La Florida como nueva sede.

## Participantes
Los equipos participantes son los equipos que se coronaron campeones del Torneo Nacional de Primera División y de la Copa Chile de la temporada 2024, respectivamente.
En este caso, los equipos que participarán en la disputa del trofeo, son Colo-Colo (equipo que fue el campeón del Torneo Nacional de Primera División 2024, disputará este torneo por séptima vez en su historia, ha logrado consagrarse campeón en 4 ocasiones) y Universidad de Chile (equipo que fue el campeón de la Copa Chile 2024 y que disputará este torneo por cuarta vez en su historia. Universidad de Chile ha ganado la Supercopa de Chile en 1 sola ocasión en 2015).
| Equipo               | Motivo                           |
| -------------------- | -------------------------------- |
| Colo-Colo            | Campeón de Primera División 2024 |
| Universidad de Chile | Campeón de Copa Chile 2024       |

## Partido

### Colo-Colo vs. Universidad de Chile
| 13 de septiembre de 2025, 15:00 | Colo-Colo | vs. | Universidad de Chile | Bicentenario de La Florida, La Florida |  |
|                                 |           |     |                      | Asistencia: 0 espectadores             |  |

| 1          | Guardameta     | Bandera de ?           |  |
| 2          | Defensa        | Bandera de ?           |  |
| 3          | Defensa        | Bandera de ? · Capitán |  |
| 4          | Defensa        | Bandera de ?           |  |
| 5          | Defensa        | Bandera de ?           |  |
| 6          | Centrocampista | Bandera de ?           |  |
| 7          | Centrocampista | Bandera de ?           |  |
| 8          | Centrocampista | Bandera de ?           |  |
| 9          | Delantero      | Bandera de ?           |  |
| 10         | Delantero      | Bandera de ?           |  |
| 11         | Delantero      | Bandera de ?           |  |
| Entrenador | Entrenador     | Jorge Almirón          |  |

| 1          | Guardameta     | Bandera de ?           |  |
| 2          | Defensa        | Bandera de ?           |  |
| 3          | Defensa        | Bandera de ? · Capitán |  |
| 4          | Defensa        | Bandera de ?           |  |
| 5          | Defensa        | Bandera de ?           |  |
| 6          | Centrocampista | Bandera de ?           |  |
| 7          | Centrocampista | Bandera de ?           |  |
| 8          | Centrocampista | Bandera de ?           |  |
| 9          | Delantero      | Bandera de ?           |  |
| 10         | Delantero      | Bandera de ?           |  |
| 11         | Delantero      | Bandera de ?           |  |
| Entrenador | Entrenador     | Gustavo Álvarez        |  |

|  |  |  |

|  |  |  |

|  |  |  |

| Árbitro                     |
| Árbitros asistentes         |
|                             |
| Cuarto árbitro              |
| VAR                         |
| Árbitros asistentes del VAR |
|                             |

| 1          | Guardameta     | Bandera de ?           |  |
| 2          | Defensa        | Bandera de ?           |  |
| 3          | Defensa        | Bandera de ? · Capitán |  |
| 4          | Defensa        | Bandera de ?           |  |
| 5          | Defensa        | Bandera de ?           |  |
| 6          | Centrocampista | Bandera de ?           |  |
| 7          | Centrocampista | Bandera de ?           |  |
| 8          | Centrocampista | Bandera de ?           |  |
| 9          | Delantero      | Bandera de ?           |  |
| 10         | Delantero      | Bandera de ?           |  |
| 11         | Delantero      | Bandera de ?           |  |
| Entrenador | Entrenador     | Jorge Almirón          |  |

| 1          | Guardameta     | Bandera de ?           |  |
| 2          | Defensa        | Bandera de ?           |  |
| 3          | Defensa        | Bandera de ? · Capitán |  |
| 4          | Defensa        | Bandera de ?           |  |
| 5          | Defensa        | Bandera de ?           |  |
| 6          | Centrocampista | Bandera de ?           |  |
| 7          | Centrocampista | Bandera de ?           |  |
| 8          | Centrocampista | Bandera de ?           |  |
| 9          | Delantero      | Bandera de ?           |  |
| 10         | Delantero      | Bandera de ?           |  |
| 11         | Delantero      | Bandera de ?           |  |
| Entrenador | Entrenador     | Gustavo Álvarez        |  |

|  |  |  |

|  |  |  |

|  |  |  |

| Árbitro                     |
| Árbitros asistentes         |
|                             |
| Cuarto árbitro              |
| VAR                         |
| Árbitros asistentes del VAR |
|                             |

| \| Estadísticas \| Colo-Colo \| Universidad de Chile \| \| Tiros \| \| \| \| Tiros a puerta \| \| \| \| Faltas \| \| \| \| Saques de esquina \| \| \| \| Penaltis \| \| \| \| Fueras de juego \| \| \| \| Posesión de balón \| \| \| |           |                      |
| Estadísticas | Colo-Colo | Universidad de Chile |
| Tiros |           |                      |
| Tiros a puerta |           |                      |
| Faltas |           |                      |
| Saques de esquina |           |                      |
| Penaltis |           |                      |
| Fueras de juego |           |                      |
| Posesión de balón |           |                      |